# Isotoma japonica
Isotoma japonica är en urinsektsart som beskrevs av Riozo Yosii 1939. Isotoma japonica ingår i släktet Isotoma och familjen Isotomidae. Inga underarter finns listade i Catalogue of Life.